# Bud Walton

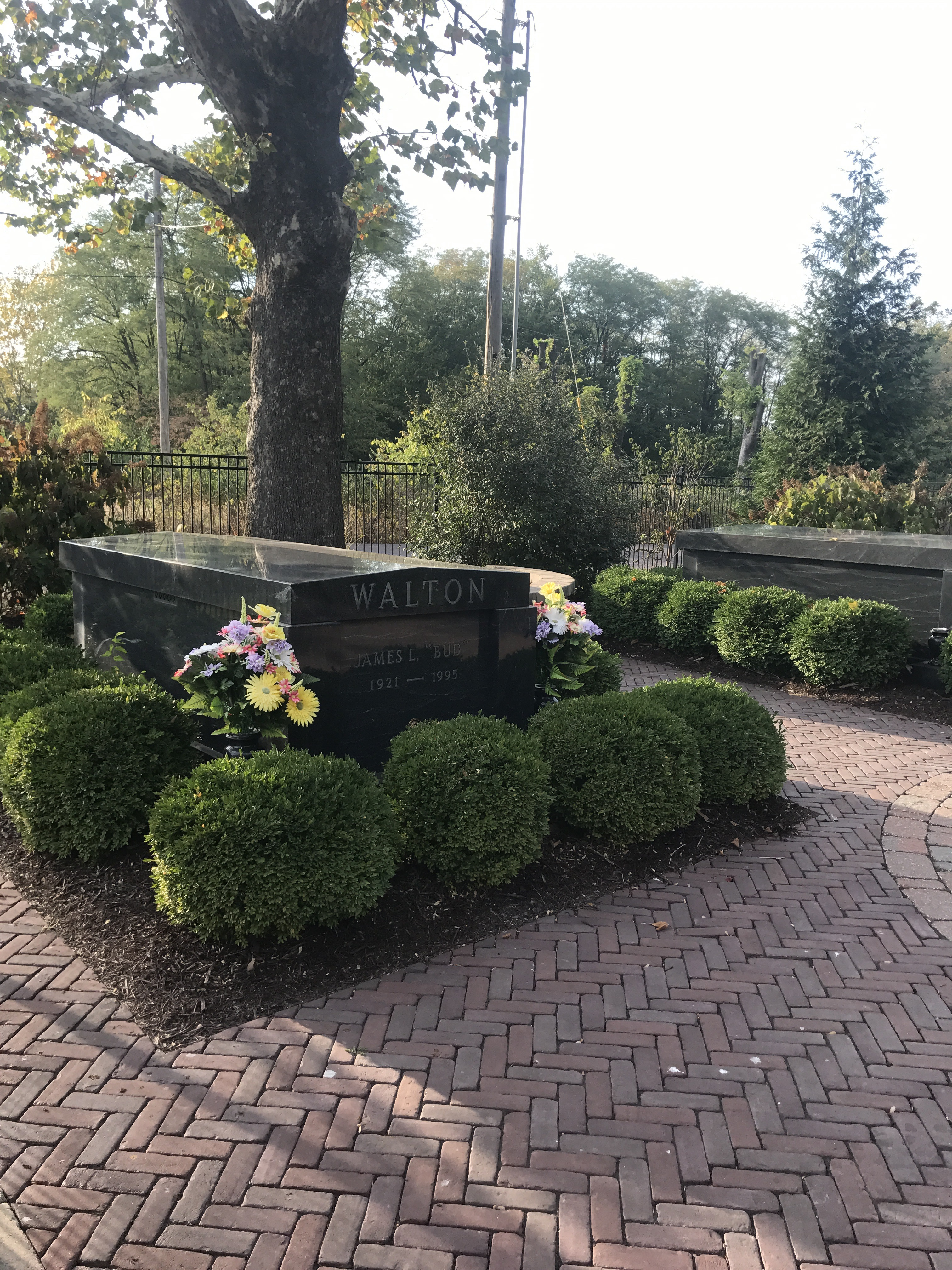
Tombe de James Bud Walton dans le cimetière de Memorial Park (2017)

James Lawrence Walton, dit Bud, né le 20 décembre 1921 et mort le 21 mars 1995, était un homme d'affaires américain, frère de Sam Walton et cofondateur de Walmart.

## Biographie

### Jeunesse
James Lawrence Walton est le fils de Thomas Gibson Walton et Nancy Lee Lawrence Walton, dite « Nannie », né le 20 décembre 1921 à Kingfisher (Oklahoma). Son père travaillait comme expert dans une ferme et agent d'hypothèque. La famille déménagea à cause du travail de Thomas Walton. Quand Bud eut 2 ans, lui et sa famille déménagèrent à Springfield (Missouri). La famille Walton a également vécu à Marshall, Shelbina et Columbia au Missouri.
Grandissant durant la Grande Dépression, il travailla avec son frère dans la ferme de la famille. Bud livra des journaux, travailla comme sauveteur et dans la construction navale pour aider la famille. Il était à la David H. Hickman High School de Columbia dans le Missouri. Il jouait au basketball et fut élu président de classe.
Après avoir obtenu son diplôme, il intégra la Wentworth Military Academy à Lexington dans le Missouri. Il devint pilote dans la Navy pendant la Seconde Guerre mondiale. Lors de son entraînement au pilotage, Bud rencontra et épousa sa femme, Audrey. Ils ont eu deux filles : Ann et Nancy.